# Leichtathletik-Weltmeisterschaften der Behinderten 2006/Teilnehmer (Mauritius)
| stlisierte Goldmedaille | stlisierte Silbermedaille | stlisierte Bronzemedaille |
| ----------------------- | ------------------------- | ------------------------- |
| —                       | —                         | —                         |

Aus Mauritius war ein Athlet bei den Leichtathletik-Weltmeisterschaften der Behinderten 2006 gemeldet, der jedoch zu keinem Wettkampf antrat.

## Ergebnisse

### Männer
| Athleten       | Wettbewerb          | Vorlauf / Vorkampf | Vorlauf / Vorkampf | Halbfinale   | Halbfinale | Finale       | Finale |
| Athleten       | Wettbewerb          | Zeit / Weite       | Rang               | Zeit / Weite | Rang       | Zeit / Weite | Rang   |
| -------------- | ------------------- | ------------------ | ------------------ | ------------ | ---------- | ------------ | ------ |
| Mervin Anthony | 100 m T35           | –                  | –                  | DNS          | –          | –            | –      |
| Mervin Anthony | Kugelstoßen F35     | –                  | –                  | –            | –          | DNS          | –      |
| Mervin Anthony | Diskuswurf F35      | –                  | –                  | –            | –          | DNS          | –      |
| Mervin Anthony | Speerwurf F35/36/38 | –                  | –                  | –            | –          | DNS          | –      |